# ザ☆健康ボーイズ
ザ☆健康ボーイズ（ざ☆けんこうぼーいず）は、吉本興業所属の漫才ユニット。

## メンバー

### ザ☆健康ボーイズ
- 八木真澄（やぎ ますみ、1974年8月4日 - ）
  - 普段は高橋茂雄とともに「サバンナ」として活動している。

- なかやまきんに君（-くん、1978年9月17日 - ）
  - 普段はピン芸人として活動している。

### ネオ☆健康ボーイズ
- 八木真澄

- レイザーラモンHG（-エイチジー、1975年12月18日 - ）
  - 普段はレイザーラモンRGとともに「レイザーラモン」として活動している。

## 概要
2007年9月1日、先輩の結婚式の余興でネタを披露したのをきっかけにコンビ結成。
お互いに筋肉に関するクイズを出題し合うネタを行っている。ネタの特徴として最後の締めくくりに「ティップネス梅田店（旧難波店）の平尾さんに最近起こっためでたい出来事とは？」と八木からきんに君に出題し、きんに君が「国際結婚をした」と回答し2人で「平尾さんご結婚おめでとうございます!うーんヘルシー!」と締めくくるお決まりを10年間、やり続けていたが10年目にして八木の相方、高橋にもう10年経ってることをいじられた上、その間、平尾さんに子供が3人いることがきんに君の証言で発覚した。
2007年M-1グランプリに出場し準決勝進出。2008年のM-1では3回戦で敗退した。2009年4月にはS-1バトルに高橋を入れた3人でエントリーした。ネタはM-1と同じ筋肉関連のクイズを出題しあって、最後に高橋が2人にツッコんで締めるネタを披露した。
2人ともTKF（たむらけんじファミリー）に所属している。
それぞれのピン、コンビ活動と並行して、イベントや舞台に出演している。
きんに君がYouTube活動で多忙になったことから、2021年以降は八木と「健康ボーイズ新メンバー公開オーディション」（2021年5月24日開催）で選ばれたレイザーラモンHGがネオ☆健康ボーイズとして活動している。